# Haliclona inepta
Haliclona inepta är en svampdjursart som först beskrevs av Thiele 1905.  Haliclona inepta ingår i släktet Haliclona och familjen Chalinidae. Inga underarter finns listade i Catalogue of Life.